# Голлі-Гілл (Флорида)
Голлі-Гілл (англ. Holly Hill) — місто (англ. city) в США, в окрузі Волусія штату Флорида. Населення — 12 958 осіб (2020).

## Географія
Голлі-Гілл розташоване за координатами 29°14′44″ пн. ш. 81°2′49″ зх. д. / 29.24556° пн. ш. 81.04694° зх. д. (29.245606, -81.047045).  За даними Бюро перепису населення США в 2010 році місто мало площу 11,84 км², з яких 10,18 км² — суходіл та 1,66 км² — водойми.

## Демографія
Згідно з переписом 2010 року, у місті мешкало 11 659 осіб у 5435 домогосподарствах у складі 2775 родин. Густота населення становила 985 осіб/км².  Було 6900 помешкань (583/км²).
Расовий склад населення:
| - 78,5 % — білих - 15,2 % — чорних або афроамериканців - 0,9 % — азіатів - 0,5 % — корінних американців - 2,1 % — осіб інших рас |

До двох чи більше рас належало 2,7 %. Частка іспаномовних становила 6,8 % від усіх жителів.
За віковим діапазоном населення розподілялося таким чином: 18,6 % — особи молодші 18 років, 62,7 % — особи у віці 18—64 років, 18,7 % — особи у віці 65 років та старші. Медіана віку мешканця становила 44,3 року. На 100 осіб жіночої статі у місті припадало 95,7 чоловіків;  на 100 жінок у віці від 18 років та старших — 94,9 чоловіків також старших 18 років.
Середній дохід на одне домашнє господарство  становив 40 309 доларів США (медіана — 27 259), а середній дохід на одну сім'ю — 40 253 долари (медіана — 31 786). Медіана доходів становила 27 660 доларів для чоловіків та 27 602 долари для жінок. За межею бідності перебувало 25,6 % осіб, у тому числі 43,6 % дітей у віці до 18 років та 11,4 % осіб у віці 65 років та старших.
Цивільне працевлаштоване населення становило 4638 осіб. Основні галузі зайнятості: роздрібна торгівля — 19,8 %, освіта, охорона здоров'я та соціальна допомога — 16,7 %, мистецтво, розваги та відпочинок — 15,7 %.